# Krol Ko

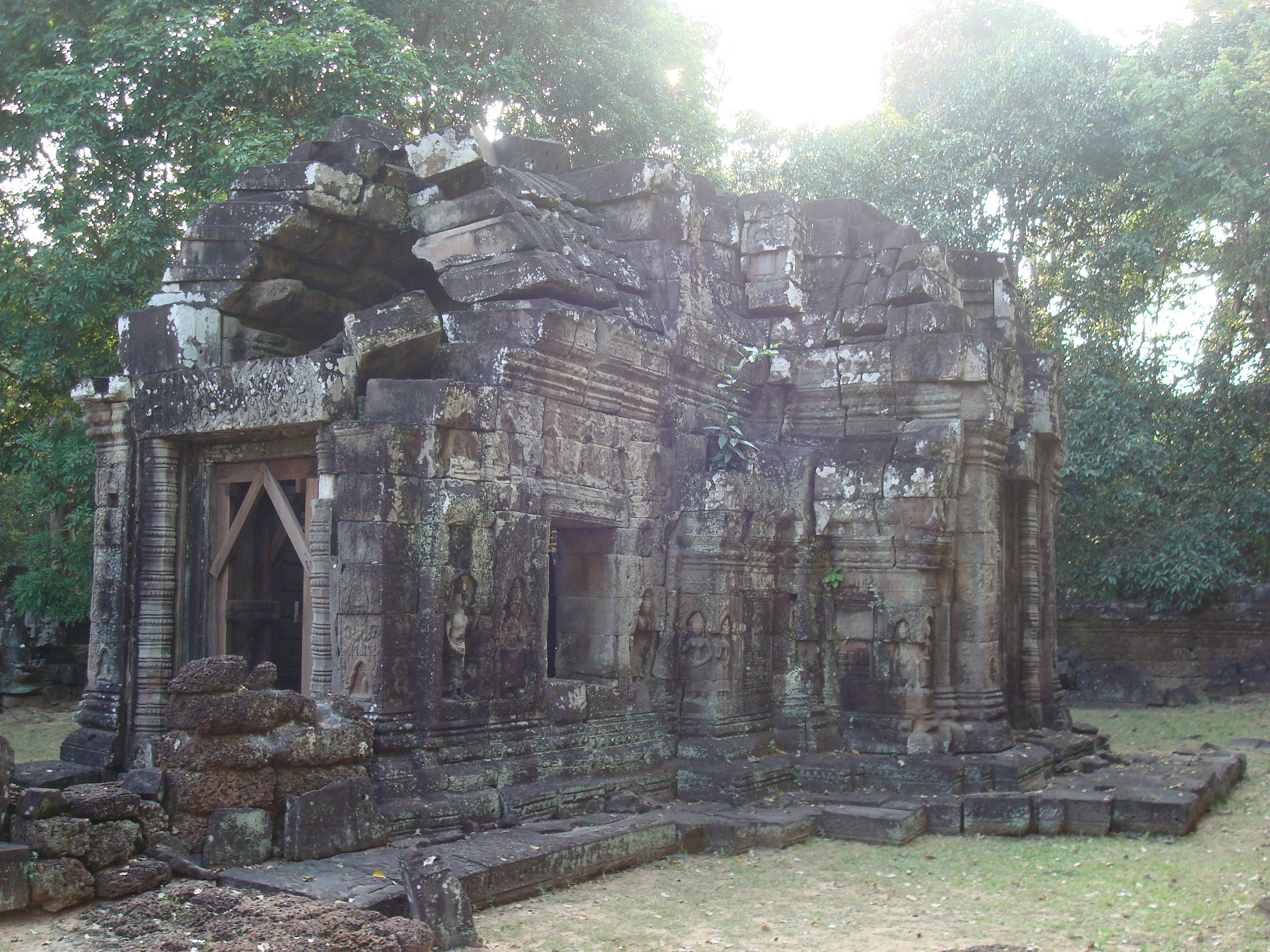
Prasat von Krol Ko

Krol Ko ist eine kleinere buddhistische Tempelanlage der Welterbestätte Angkor (Provinz Siem Reap, Kambodscha) und nur einige hundert Meter nördlich der künstlichen Insel Neak Pean entfernt gelegen.

## Geschichte

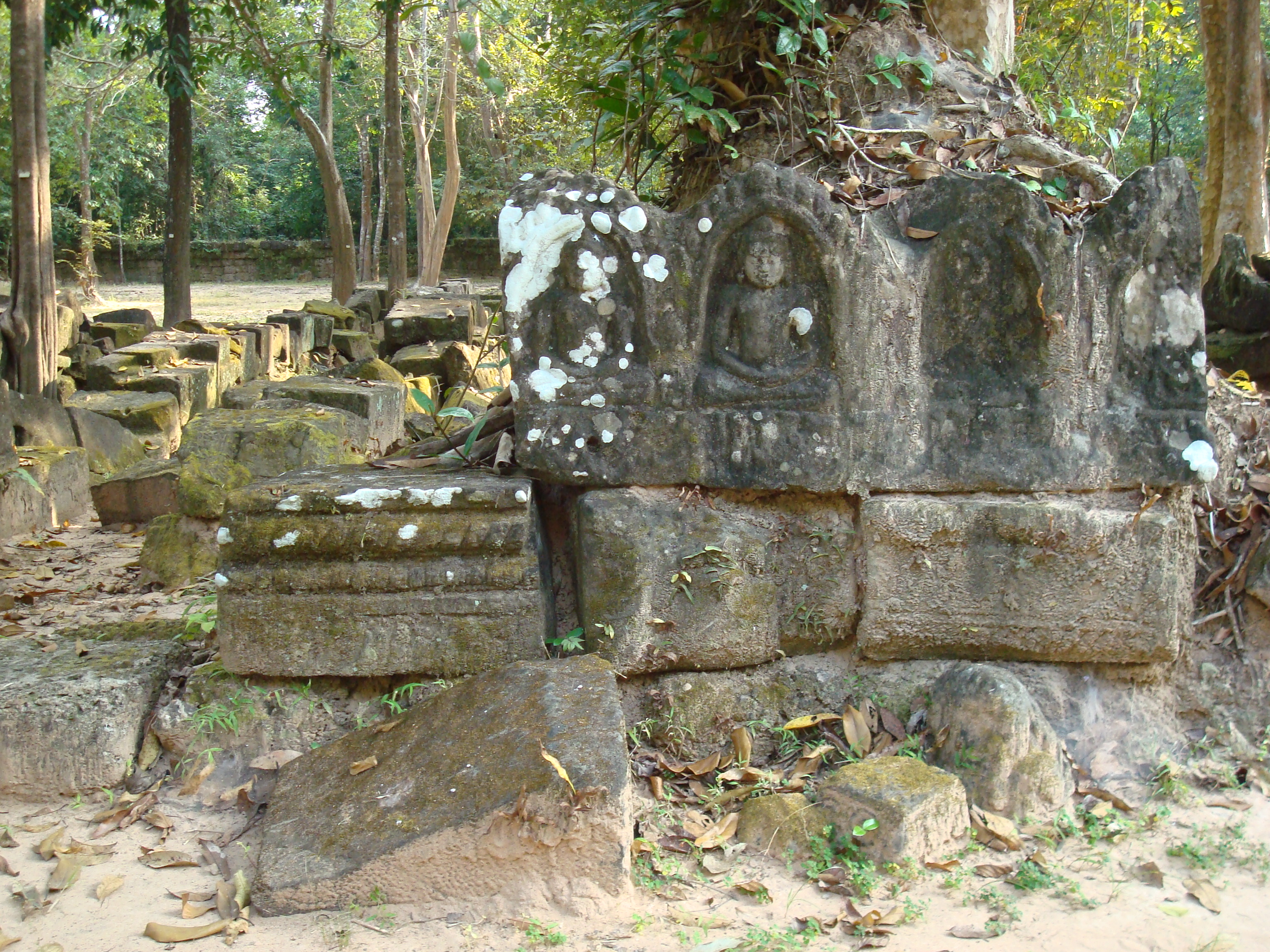
Giebelfeld mit Buddhabildnis

Der Bau aus dem späten 12. Jahrhundert, dessen moderner Name Park der Ochsen lautet, geht auf den König des Khmer-Reiches Jayavarman VII. zurück. Krol Ko war früher womöglich mit dem nahen Preah Khan verbunden.
Die Rodung des Überwuchses und erste Konservierung des wahrscheinlich Avalokiteshvara geweihten Tempels führte der französische Architekt Henri Marchal 1922–24 im Auftrag der École française d’Extrême-Orient durch. Einige der Dreiecksgiebel sind bis 1944 restauriert worden.

## Architektur

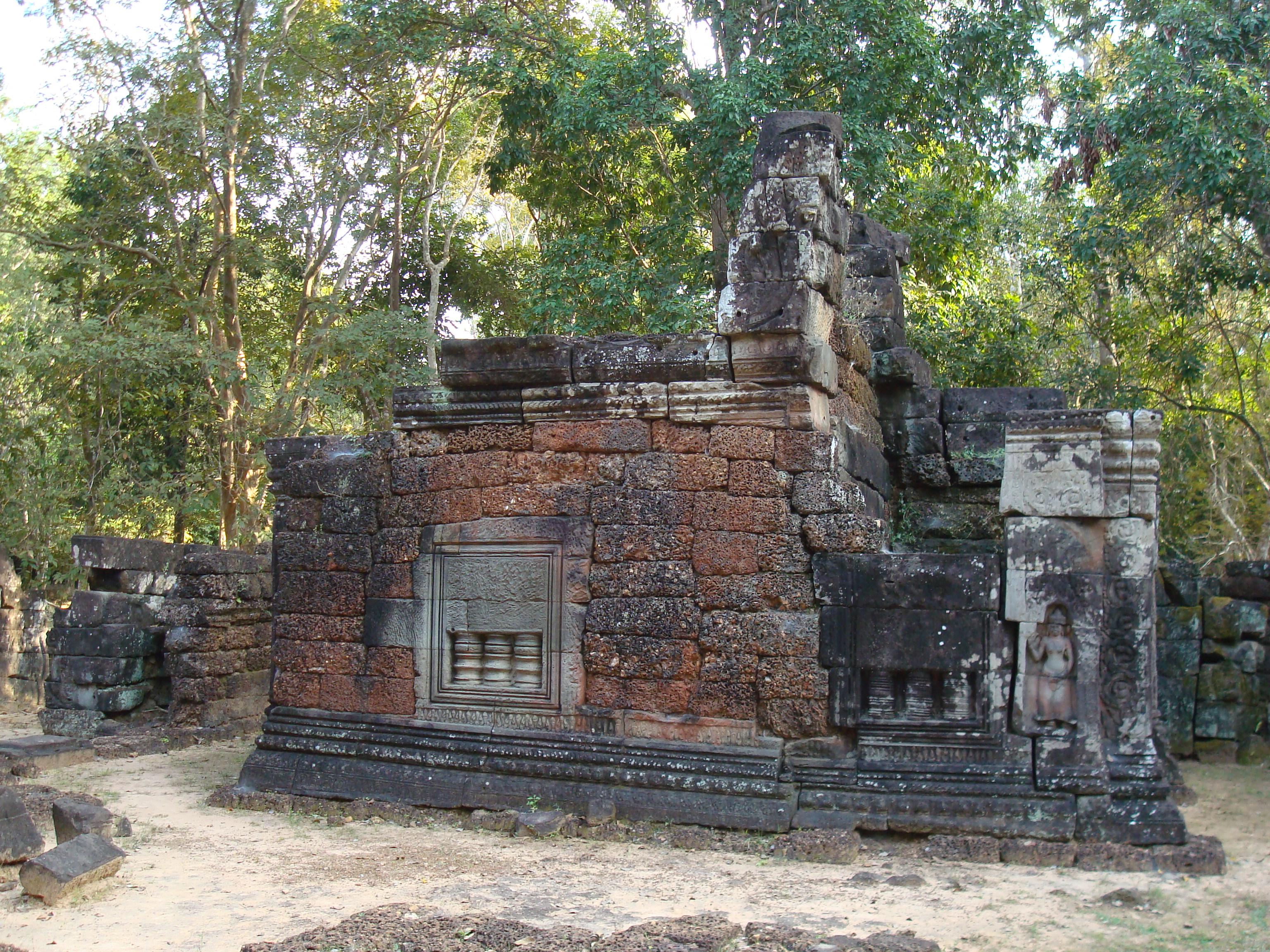
Bibliothek mit Blindfenstern und gesenkten Vorhängen

Zwei Mauerringe aus Laterit mit Eingang jeweils im Osten umgeben den Prasat. Zugang zum äußeren Bezirk bietet ein einfacher Durchlass. Dort liegen in Nischen die Reste von Zinnen mit Buddhabildnissen sowie auf dem Boden zwei restaurierte Dreiecksgiebel mit Avalokiteshvara auf einem Lotus, inmitten von Betenden stehend, und Krishna, der mit seinem kleinen Finger den Berg Govardhana hochhebt. Den inneren Mauerring umgibt an drei Seiten ein Graben, zu dem Stufen hinunterführen. In den 25–35 m breiten Innenhof gelangt man durch eine Gopura, deren obere Sektion eingestürzt ist. Sie besitzt einen Vorraum im Osten und zwei schmale Flügel nach Norden und Süden. Innen stehen zentral der Prasat und südlich davon eine nach Westen offene sogenannte Bibliothek mit Portikus und einem Scheinportal im Osten. Sie hat, wie auch Gopura und Prasat, Blindfenster mit gesenkten Vorhängen. Zweck und Funktion der für die Architektur der Khmer typischen Bibliotheken sind unbekannt. Der Eingang zum im Stile des Bayon errichten Prasat, dessen Dach fehlt, ist im Osten, die vorspringenden Anbauten der anderen Seiten enden in Scheinportalen. Der Prasat steht auf einer kreuzförmigen Terrasse.